# Kivijärvi (sjö i Finland, Kajanaland, lat 64,07, long 29,35)
Kivijärvi är en sjö i Finland. Den ligger i kommunen Kuhmo i landskapet Kajanaland, i den centrala delen av landet, 500 km nordost om huvudstaden Helsingfors. Kivijärvi ligger 170,8 meter över havet. Den är 4,5 meter djup. Arean är 44,9 hektar och strandlinjen är 4,77 kilometer lång. Sjön  ingår i Uleälvens huvudavrinningsområde. 